# Ford GT
A Ford GT egy amerikai sportautó, amelyet a Ford Motor Company gyárt 2003-tól. A legendás GT40 által inspirált Ford GT először a márciusi Genfi Autószalonon volt látható még koncepció formában, ám Frankfurtban már az elkészült három gyári darab egyike volt látható. 2003-ban, a cég 100 éves évfordulóján mutatkozott be. Az autóból akkor még csak három szériapéldány volt, mára azonban megindult a sorozatgyártás is.

## Története
A Ford sportkocsija az 1968-as és 1969-es Le Mans-i győztes autót ünnepli. A limitált példányszámú, GT festése ugyanolyan, mint az annak idején 24 órás versenyt nyert Ford GT40.
A limitált szériás Ford GT jellegzetes, festése a kétszeres Le Mans-i győztes JW Automotive/American Gulf Oil által szponzorált Ford GT40 versenyautót juttatja eszünkbe. Az emlékezetes lakkozású JW Automotive American Gulf Oil Ford GT P/1075 versenyautó azon kevesek közé tartozott, amelyek négyszer tudtak győzni a  Le Mans-i 24 órás autóversenyen.
A jelenkori Ford GT feltöltött, 5,4 literes V8-as középmotorja 500 lóerőt teljesít, maximális nyomatéka pedig lehengerlő, 678 newtonméter. Ez a roppant erő a hátsó kerekekre jut, az erőátvitelt egy hatgangos manuális váltóra bízták. A független kerékfelfüggesztés, a nagyméretű Brembo fékek, valamint az elöl 18, hátul 19 colos Goodyear Eagle F1 Supercar gumik is az alapfelszereltség részét képezik. A karosszéria váza és a legtöbb lemeze alumínium, míg a motorháztető alumínium-szénszál ötvözet. A Ford GT 330 km/órás sebességre képes, és 150 ezer dollárba kerül.

## Képgaléria

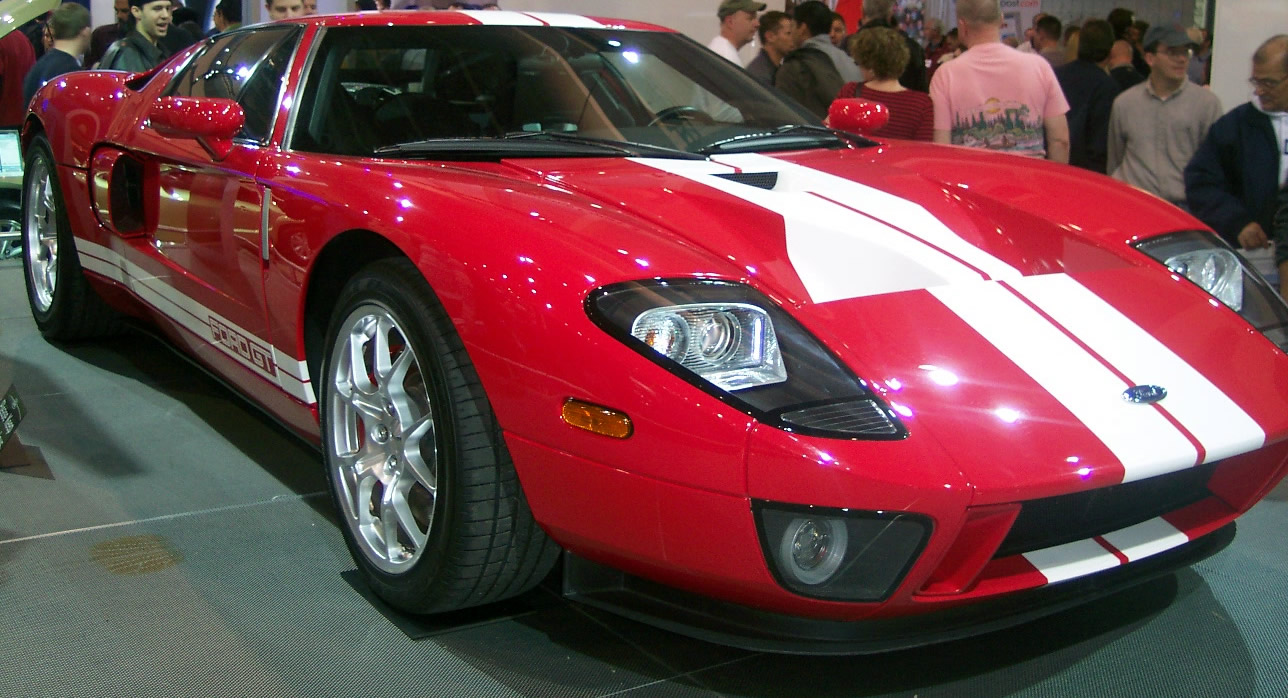
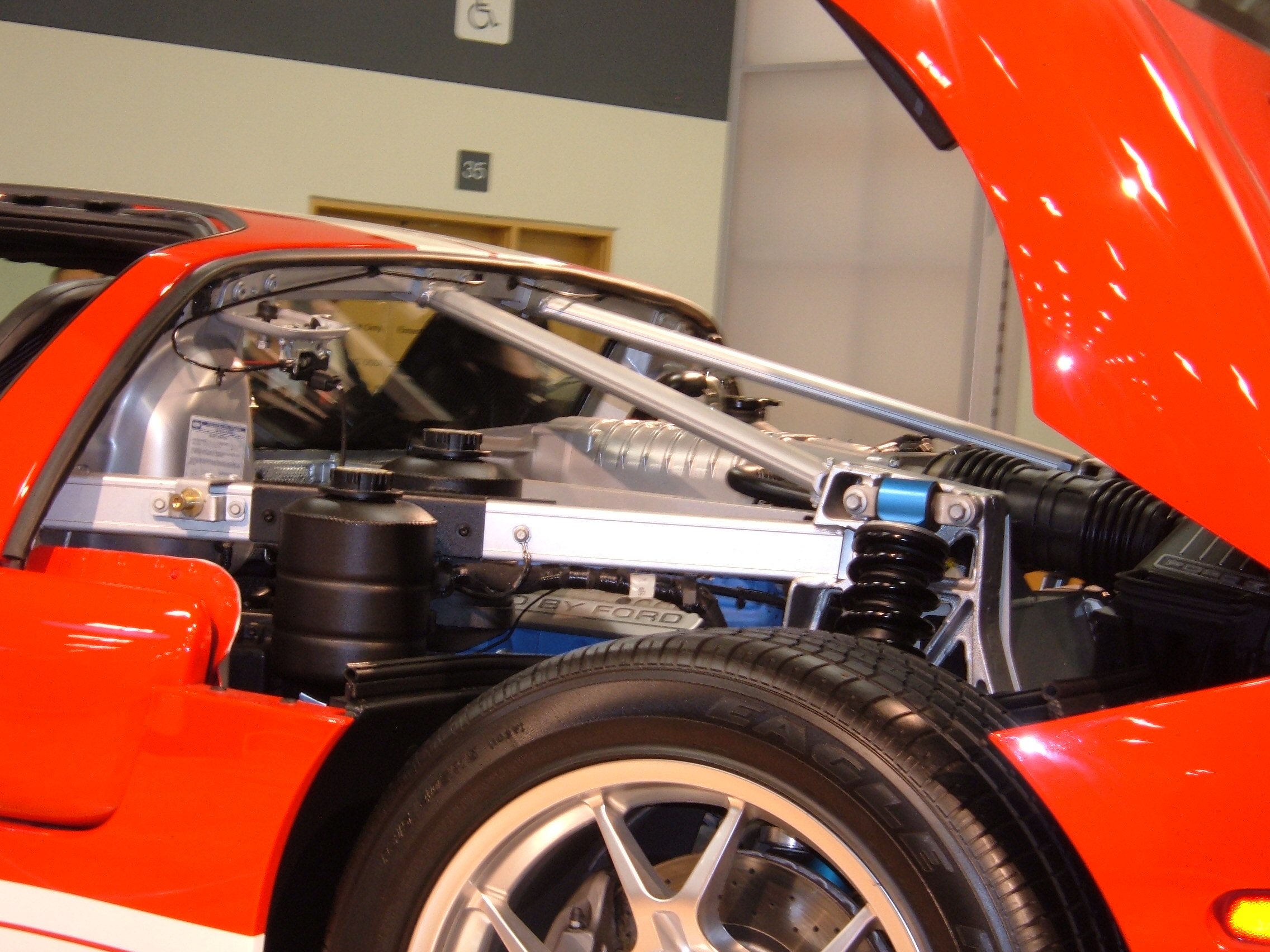
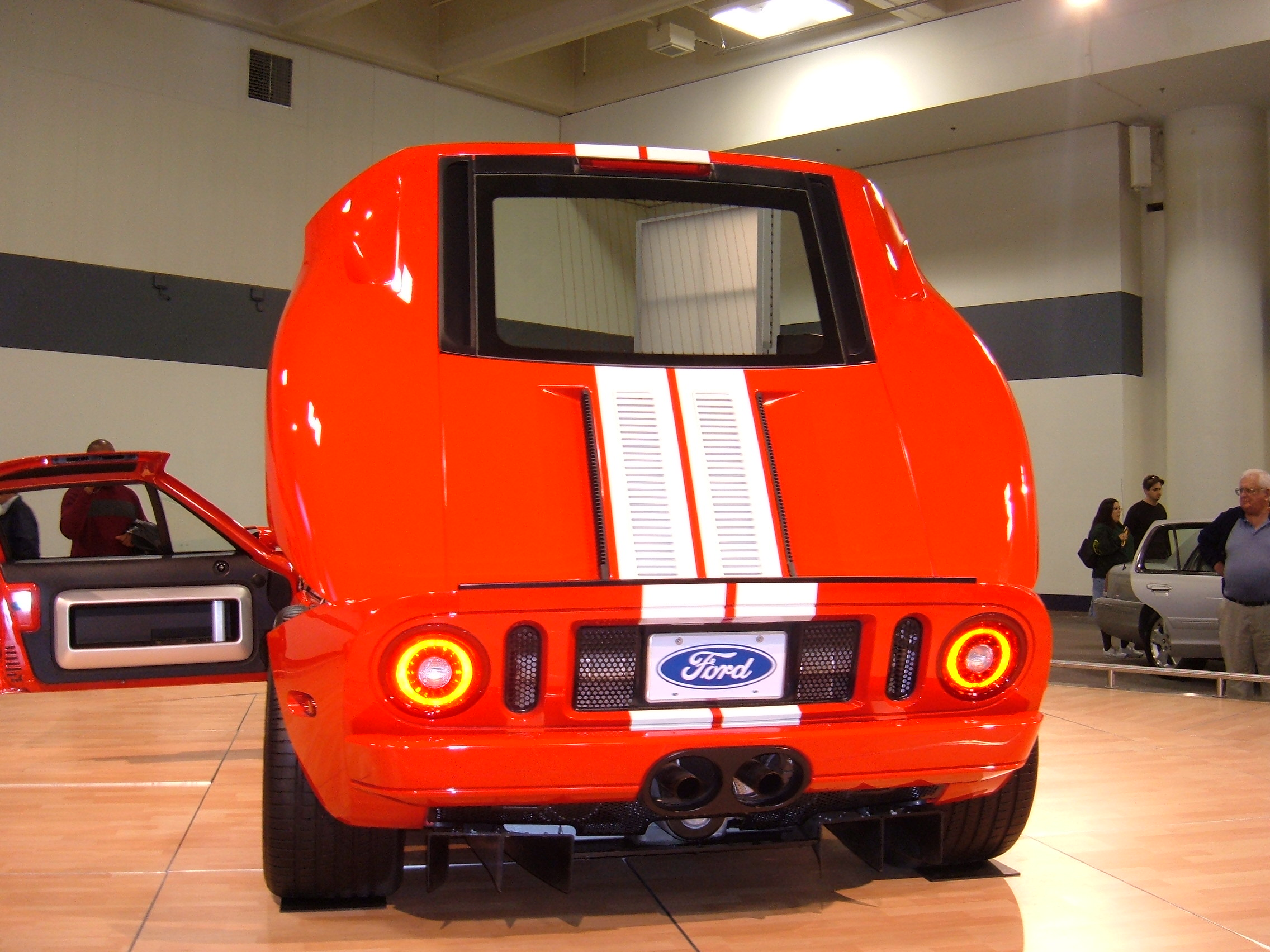
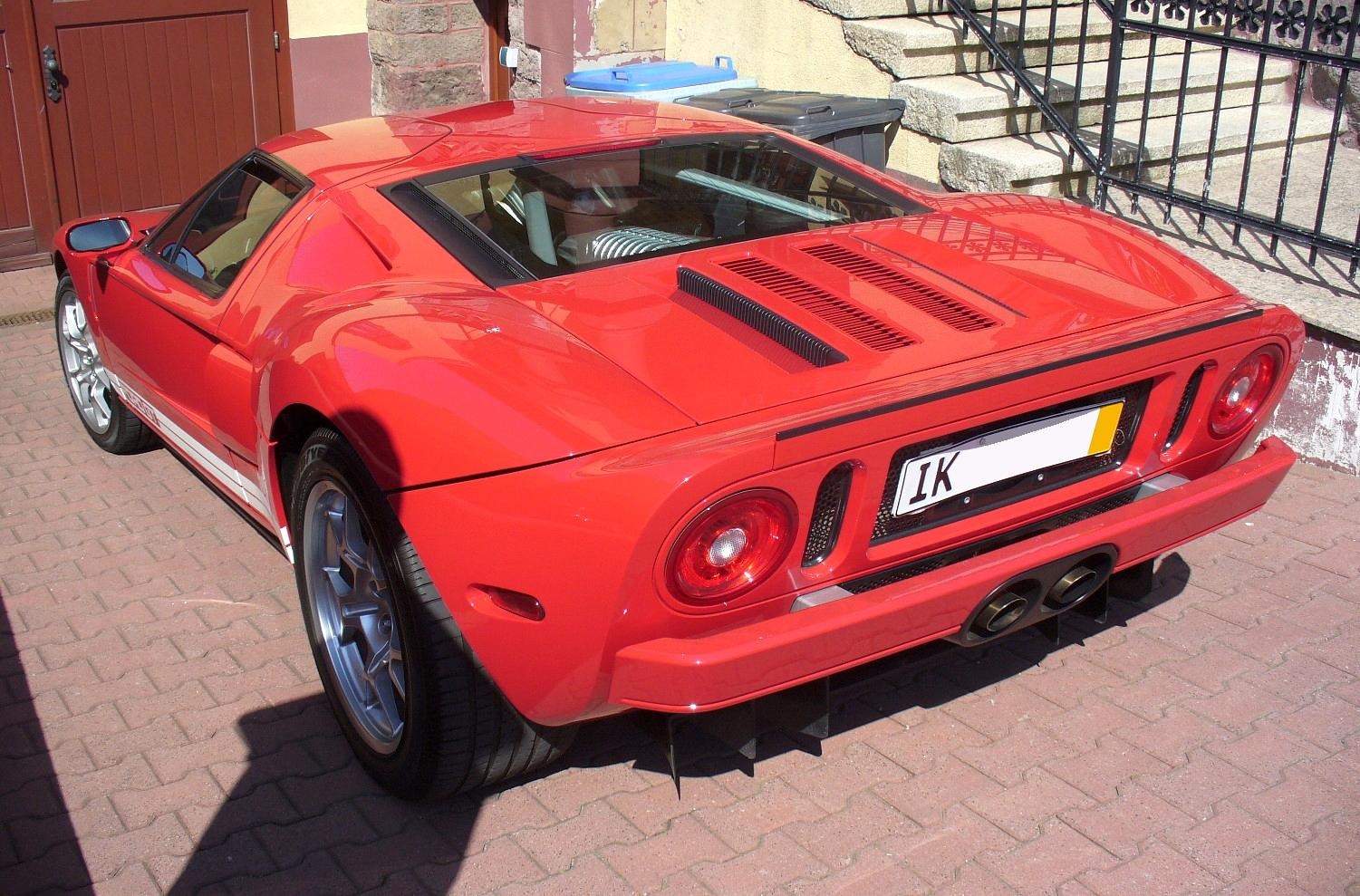
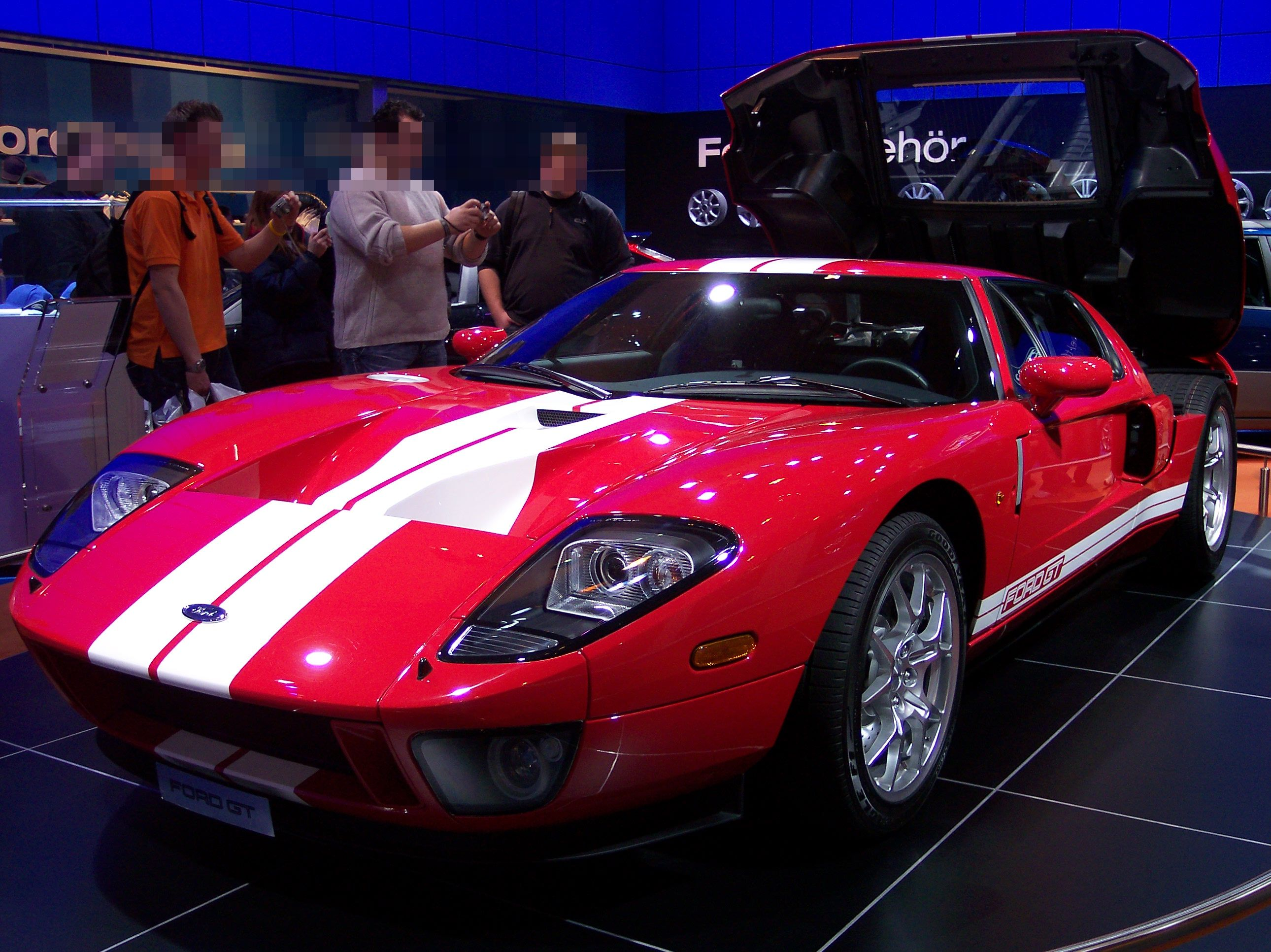
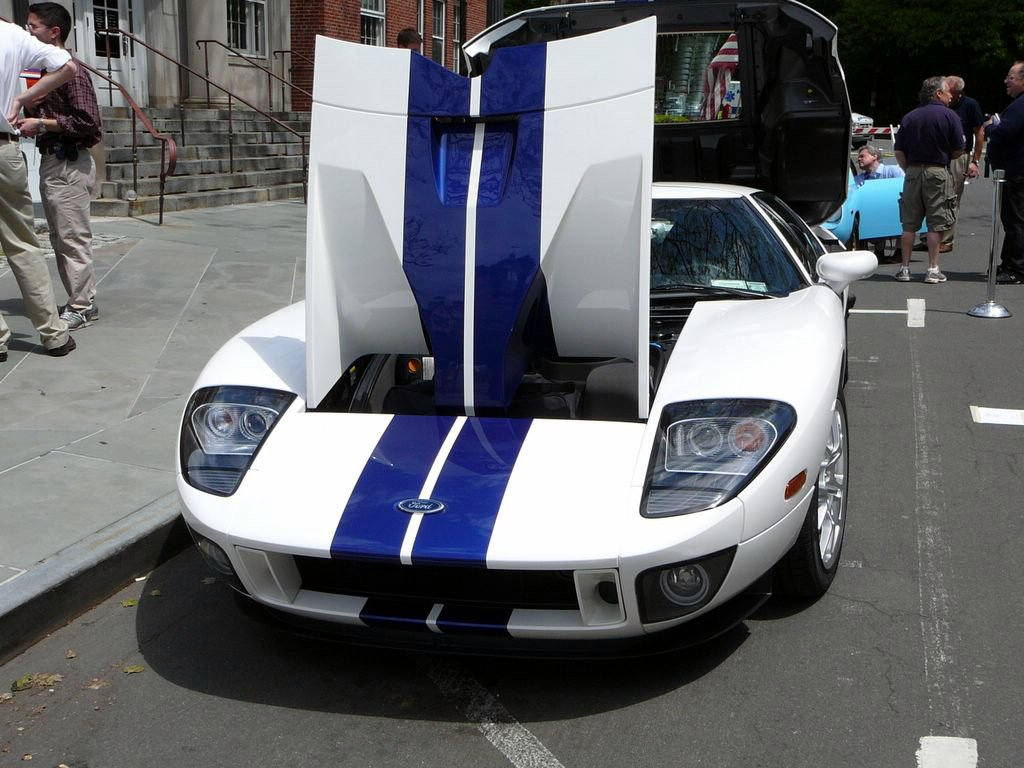
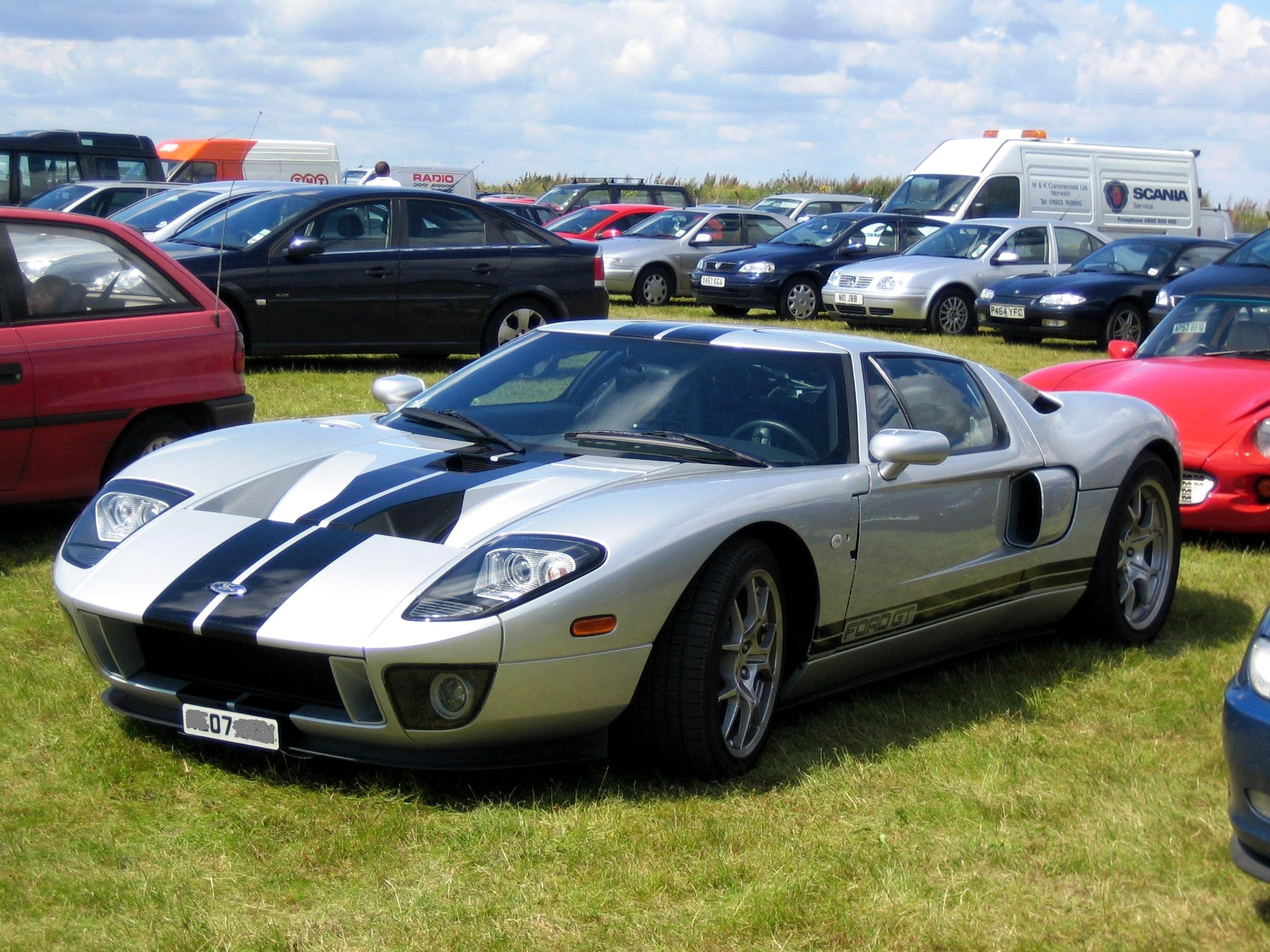
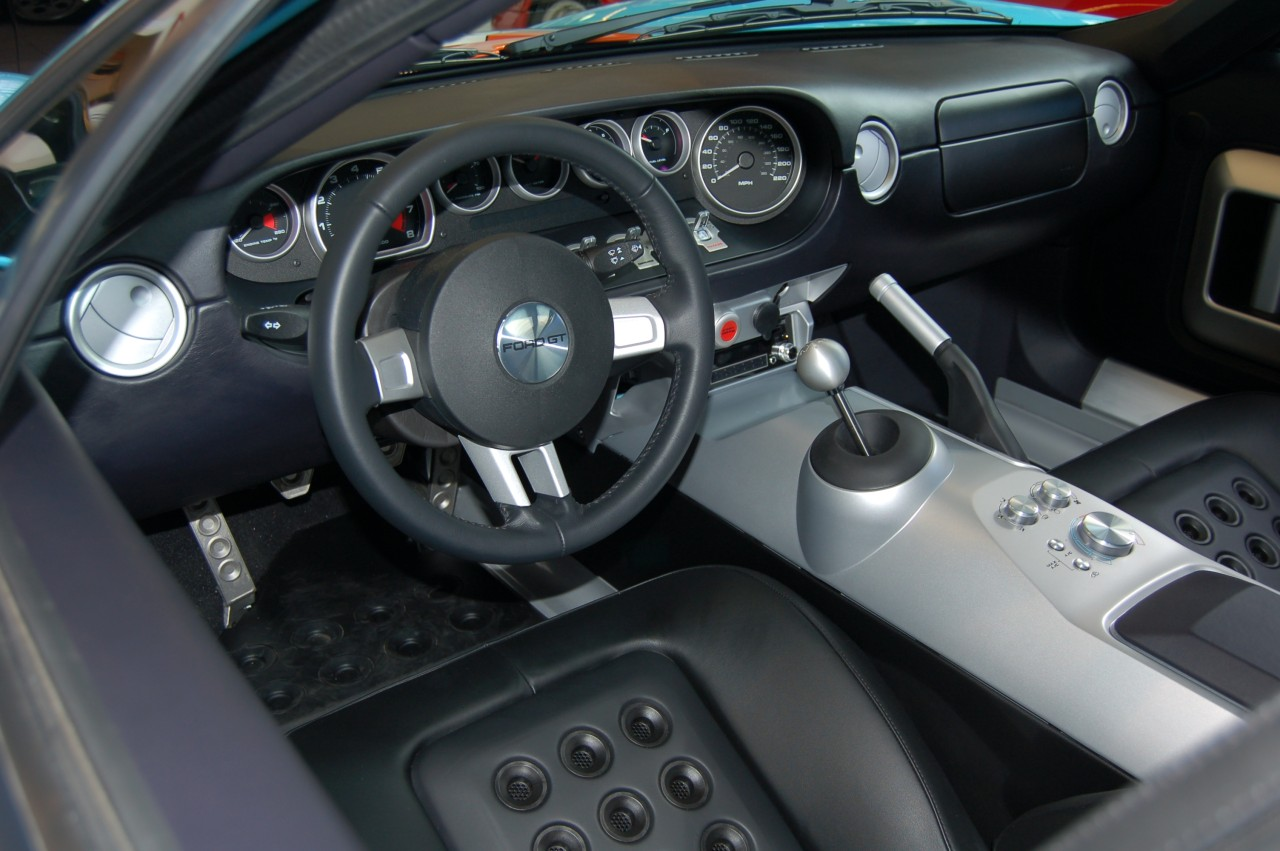